# Daggungarna
Daggungarna är en ö i Trosa kommun och socken, mellan Långnäsudd och Granholmen. Ön har en yta av 0,9 hektar.
Daggungarna består av ett flertal hopväxta småöar. På 1930-talet fanns här en primitiv jaktstuga som användes av greve Mörner vid sjöfågeljakt. 1945 uppfördes en sommarstuga på ön, vilken 1968 blev halvårsboende och 1983 helårsboende. Ytterligare ett fritidshus har senare uppförts på ön.
Ön omges av mycket vass; överfarten till fastlandet sker via en kanal genom vassbeståndet. Den består mestadels av klippor och skog. Trots sin ringa storlek rymmer ön ett rikt djurliv: mink, grävling, duvhök och räv håller till här, ibland kommer även älgar över till ön.